# Franz Wenninger
Franz Mathias Wenninger (Vienna, 20 ottobre 1910 – Vienna, 1º agosto 1996) è stato un pallanuotista austriaco.
È stato un giocatore di pallanuoto austriaco che ha partecipato alle Olimpiadi estive del 1936.